# Çänlibel
Çänlibel (azerbajdzjanska: Çənlibel), tidigare (ryska: Чардахлу: Tjardychly, armeniska: Չարդախլու: Tjardachlu) är en ort i Azerbajdzjan. Den ligger i distriktet Şəmkir Rayonu, i den västra delen av landet, 300 km väster om huvudstaden Baku. Çänlibel ligger 1 289 meter över havet och antalet invånare är 3 047.
Terrängen runt Çänlibel är lite bergig. Närmaste större samhälle är Şämkir, 14,8 km nordost om Çänlibel.
Trakten runt Çänlibel består i huvudsak av gräsmarker. Runt Çänlibel är det ganska tätbefolkat, med 104 invånare per kvadratkilometer.